# Atherigona triglomerata
Atherigona triglomerata är en tvåvingeart som beskrevs av Fan 1965. Atherigona triglomerata ingår i släktet Atherigona och familjen husflugor. Inga underarter finns listade i Catalogue of Life.